# Féligáteresztő membrán

A féligáteresztő membrán vázlata hemodialízis során, a vér vörös, a dializáló folyadék kék, a membrán pedig sárga.

A féligáteresztő membrán biometrikus vagy szintetikuspolimer-membrán, amely lehetővé teszi bizonyos molekulák vagy ionok átjutását ozmózis útján. Az áthaladás sebessége a mindkét oldalon meglévő molekulák vagy oldott anyagok nyomásától, koncentrációjától és hőmérsékletétől függ, továbbá a membrán áteresztőképességétől az egyes oldott anyagokkal szemben. Membrántól és oldott anyagtól függően a permeabilitás függhet az oldott anyag molekulaméretétől, oldhatóságától vagy kémiai reakciókészségétől. A membránpermeabilitás szelektív kialakítása határozza meg az átjutás sebességét és az áteresztőképességet. Sok, meglehetősen vastag, természetes vagy szintetikus anyag szintén féligáteresztő.
A biológiai membránok szelektíven permeábilisek, a molekulák áthaladását elősegített diffúzió, passzív transzport vagy aktív transzport szabályozza, melyeket a membránba ágyazott fehérjék tesznek lehetővé.

## Biológiai membránok
A biológiai féligáteresztő membránra példa a lipid-kettősréteg,  amelyen az összes sejtet körülvevő sejtmembrán alapul. A foszfolipid-kettősréteg szintén féligáteresztő membrán, mely nagyon specifikus permeabilitását tekintve. A hidrofil foszfátfejek a külső rétegben vannak, és ki vannak téve a víztartalomnak a sejten kívül és belül. A hidrofób farok a membrán belsejében rejtett réteg. A foszfolipid kettősréteg a leginkább áteresztő a kisméretű, töltetlen oldott anyagok számára. A fehérjecsatornák foszfolipidekbe vagy foszfolipideken keresztül vannak beágyazva. Az akvaporinok víztranszportot elősegítő, fehérjékből felépülő csatornák.

### Sejtközi kommunikáció
Információ akkor is juthat át a plazmamembránon, amikor jelzőmolekulák kötődnek a sejtmembrán receptoraihoz. A jelátviteli molekulák a receptorokhoz kötődnek, ami megváltoztatja ezen fehérjék szerkezetét. A fehérje szerkezetének változása jelátviteli kaszkádot indít el.
A G-protein-kapcsolt receptoros jelátvitel az ilyen jelátviteli folyamatok fontos példája.

## Más féligáteresztőmembrán-típusok
A féligáteresztő membránok egyéb típusai közé tartoznak a kationcserélő membránok és az anioncserélő membránok.

## Fordítás
Ez a szócikk részben vagy egészben  a   Semipermeable membrane című angol Wikipédia-szócikk ezen változatának fordításán alapul.  Az eredeti cikk szerkesztőit annak laptörténete sorolja fel. Ez a jelzés csupán a megfogalmazás eredetét és a szerzői jogokat jelzi, nem szolgál a cikkben szereplő információk forrásmegjelöléseként.